# Municipio de Pike (Illinois)
El municipio de Pike (en inglés: Pike Township) es un municipio ubicado en el condado de Livingston en el estado estadounidense de Illinois. En el año 2010 tenía una población de 240 habitantes y una densidad poblacional de 2,54 personas por km².

## Geografía
El municipio de Pike se encuentra ubicado en las coordenadas 40°47′31″N 88°46′00″O / 40.79194, -88.76667. Según la Oficina del Censo de los Estados Unidos, el municipio tiene una superficie total de 94.31 km², de la cual 94,18 km² corresponden a tierra firme y (0,13 %) 0,13 km² es agua.

## Demografía
Según el censo de 2010, había 240 personas residiendo en el municipio de Pike. La densidad de población era de 2,54 hab./km². De los 240 habitantes, el municipio de Pike estaba compuesto por el 97,92 % blancos, el 0,42 % eran amerindios, el 0,83 % eran asiáticos, el 0,83 % eran de otras razas. Del total de la población el 1,67 % eran hispanos o latinos de cualquier raza.